# Championnats du monde de tennis de table 2003
Navigation
Championnats du monde 2001 Championnats du monde 2004
Les championnats du monde de tennis de table 2003 ont eu lieu en France au Palais omnisports de Paris-Bercy. La France n'avait pas accueilli ce championnat mondial depuis 1947.
Cinq épreuves de tennis de table figuraient au programme, deux masculines, deux féminines et une mixte, se déroulant du 19 au 25 mai 2003. Les épreuves ont été suivies par 90 000 spectateurs avec un taux de remplissage du POPB de plus de 90 % sur l'ensemble de la semaine.
La médaille d'or en simple messieurs a été remportée par l'Autrichien Werner Schlager qui bat en finale le Coréen Joo Se-Hyuk. Schlager est le dernier non chinois à avoir remporté le titre mondial. Le titre dames est remporté par la Chinoise Wang Nan qui s'impose devant sa compatriote Zhang Yining.

## Liste desépreuves
138 nations sont représentées, dans cinq tableaux :
- Simple masculin
- Simple féminin
- Double masculin
- Double féminin
- Double mixte

## Résultats
Parcours de Werner Schlager : il bat le nigérien Segun Toriola en 64e, Koji Matsushita en 32e, Grujic Slobodan en 16e, le Coréen Kim Taek Soo en 8e, Wang Liqin en 1/4 de finale, Kong Linghui en 1/2 finale avant de s'imposer en finale face à Joo Se-Hyuk.
|                 | Or                    | Argent                | Bronze                                      |
| --------------- | --------------------- | --------------------- | ------------------------------------------- |
| Simple masculin | Werner Schlager       | Joo Sae-hyuk          | Kong Linghui Kalinikos Kreanga              |
| Double masculin | Wang Liqin/Yan Sen    | Kong Linghui/Wang Hao | Ma Lin/Qin Zhijian Oh Sang-eun/Kim Taek-soo |
| Simple féminin  | Wang Nan              | Zhang Yining          | Li Ju Tamara Boroš                          |
| Double féminin  | Wang Nan/Zhang Yining | Niu Jianfeng/Guo Yue  | Li Ju/Li Jiao Suk Eun-mi/Lee Eun-sil        |
| Double mixte    | Ma Lin/Wang Nan       | Bai Yang/Liu Guozheng | Li Nan/Wang Hao Niu Jianfeng / Qin Zhijian  |

### Tableau des médailles
| Rang  | Nation       | Or | Argent | Bronze | Total |
| ----- | ------------ | -- | ------ | ------ | ----- |
| 1     | Chine        | 4  | 4      | 6      | 14    |
| 2     | Autriche     | 1  | 0      | 0      | 1     |
| 3     | Corée du Sud | 0  | 1      | 2      | 3     |
| 4     | Croatie      | 0  | 0      | 1      | 1     |
| 4     | Grèce        | 0  | 0      | 1      | 1     |
| Total | Total        | 5  | 5      | 10     | 20    |